# 斯普雷夏诺
斯普雷夏诺（義大利語：Spresiano），是意大利威尼托大区特雷维索省的一个市镇。总面积25平方公里，人口11571人，人口密度462.8人/平方公里（2009年）。国家统计（ISTAT）代码为026082。